# Wes Studi
Wesley "Wes" Studie (Nofire Hollow, Talequah, Oklahoma, 1947) és un actor cinematogràfic cherokee de parla cherokee, va aprendre anglès a l'escola. El 1967 va estar 18 mesos com a soldat a Vietnam, i quan tornà estudià a l'escola de Tulsa. Ha participat en films com la ja mítica Powwow Highway (1989), Ballant amb llops (1990) de Kevin Costner, The Last of the Mohicans (1992), Geronimo (1993) i altres de temàtica no índia com Street fighter (1994) o Deep Rising (1998). A més de fer d'actor, també ha esculpit pedra, ha escrit un parell de llibres per a infants i toca el baix en una banda local.

## Filmografia
- Ballant amb llops (1990) - Indi Pawnee
- The Doors (1991) - Indi del desert
- The Last of the Mohicans (1992) - Magua
- Geronimo (Geronimo: An American Legend) (1993) - Gerónimo
- Street Fighter (1994) - Victor Sagat
- Heat (1995) - Detective Casals
- Deep Rising (1998) - Hanover
- The Horse Whisperer (1998) - guarda del parc
- Invicte (Undisputed) (2002)
- El nou món (The New World) (2005) - Opechancanough
- Bury My Heart at Wounded Knee (2007) - Wovoka
- Avatar (2009) - Eytukan